# Charles de Freycinet
Charles Louis de Saulces de Freycinet, född 14 november 1828, död 14 maj 1923, var en fransk politiker.
Freycinet var ursprungligen bergsingenjör och var under fyra år chef för södra järnvägsnätet och innehade flera administrativa uppdrag. Vid Tredje franska republiken inrättande 1870 utnämndes han av Léon Gambetta till krigskommissarie och fick i uppdrag att organisera försvarsväsendets centraladministration där han gjorde värdefulla insatser. 1867-1920 var Freycinet senator, och kom att spela en synnerligen framträdande roll inom parlamentet. Som minister för offentliga arbeten 1877-79 utarbetade han en omfattande plan, "Freycinets plan", för järnvägsbyggen, utvidgning av hamnar och sammanbindande av flodvägar, vilken plan efter upptagandet av ett lån på 1 miljard francs sattes i verkställighet. 1879 lyckades han genomdriva senatens antagande av förslaget att återflytta parlamentet till Paris. Freycinet var fyra gånger konseljpresident, 1879-80, 1882, 1886 och 1890-92, och innehade under dessa perioder oftast även utrikesministerposten. Under Freycinets regeringstid antogs ny lagstiftning för kongregationer. Utrikespolitiskt tog Freycinet avstånd från att intervenera i Egypten och bidrog till avslutandet av alliansen med Ryssland. Som försvarsminister 1888-93 och 1898-99 genomdrev han lagstiftningen av 3-årig värnplikt och utarbetade en ny militär organisationsplan. Under första världskriget var han 1915-16 minister utan portfölj. Freycinet invaldes 1890 i Franska Akademien. Förutom en del vetenskapliga arbeten utgav Freycinet La guerre en province pendant le siège de Paris 1870-71 (1871) och Mes souvernirs (2 band, 1848-93).